# منتخب تشيلي تحت 18 سنة لكرة الطائرة للسيدات
منتخب تشيلي تحت 18 سنة لكرة الطائرة للسيدات هو ممثل تشيلي الرسمي في المنافسات الدولية في كرة طائرة في فئة كرة الطائرة للسيدات تحت 18 سنة.